# When the Sun Goes Down
When The Sun Goes Down је трећи и последњи студијски албум америчке групе Селена Гомез & Сцена, објављен 21. јуна 2011. године преко Холивуд Рецордса. Бенд је радио са неколико уметника на овом албуму, међу којима су и писци и продуценти из њиховог деби, Kiss & Tell (2009) и њихов други албум, A Year Without Rain (2010), као што су Рок Мафија Тим Џејмес и Антонина Армато као Кејти Пери, Деврим "ДК" Караоглу и Тоби Гад. Нови доприноси овом албуму су Бритни Спирс, Присцила Ренеа, Емануел Кириакоу, Дримлаб и Санди Ви.
When The Sun Goes Down је издао три сингла. Главни сингл са албума "Who Says" објављен је у марту 2011. године, који је ушао у број 21 у Сједињеним Државама и у првих двадесет у Канади и Новом Зеланду. Акустична поп песма такође је ишла у Платинум у Сједињеним Државама. Други сингл из албума је "Love You Like a Love Song" који је уврштен у топ 40 у Белгији, Канади, Новом Зеланду и Сједињеним Државама. Трећи и последњи сингл "Hit The Lights" објављен је 20. јануара 2012. године и достигао број 11 у Белгији. Албум је дебитовао на четвртом месту на Билборду 200 са продајом од 78.000 примерака, што је премашило прве недеље прве групе албума. Албум је у другој недељи порастао на број три. Од маја 2017. албум је продао преко 707.000 примерака у Сједињеним Државама. Ово је последњи албум издат од стране групе пре њиховог неодређеног прекида.